# Гончие Псы II
Гончие Псы II или CVn II — карликовая сфероидальная галактика, расположенная в созвездии Гончих Псов. Была обнаружена в 2006 году по данным, полученным Слоановским цифровым обзором неба. Галактика находится на расстоянии около 150 кпк от Солнца и движется к Солнцу со скоростью около 130 км/с. Она классифицируется как карликовая сфероидальная галактика (dSph). Это означает, что она имеет эллиптическую форму (соотношение осей ~ 2:1) с эффективным радиусом около 74+14
−10пк.
CVn II является одним из самых маленьких и тусклых спутников Млечного Пути — её интегральная светимость всего в 8000 раз больше, чем Солнца (абсолютная видимая величина около −4,9), что значительно ниже, чем светимость типичного шарового скопления. Однако её масса — около 2,5 миллиона солнечных масс, что означает, что отношение масса-светимость для неё составляет около 340. Большое значение этого параметра означает, что в Гончих Псах II доминирует тёмная материя.
Звёздное население CVn II состоит в основном из старых звёзд, сформированных более 12 миллиардов лет назад. Металличность этих старых звёзд очень низкая: [Fe/H] ≈ −2,19 ± 0,58, что означает, что они содержат в 150 раз меньше тяжёлых элементов, чем Солнце. Звёзды Гончих Псов II были, вероятно, одними из первых звёзд, сформированных в Вселенной. В настоящее время звездообразования в CVn II нет. Измерениями до сих пор не удалось обнаружить радиолинию нейтрального водорода в ней — верхний предел составляет 14 000 солнечных масс.